# بتکسی
بتکسی (به فرانسوی: Battexey) یک کمون (فرانسه) در فرانسه است که در ووژ (فرانسه) واقع شده‌است. بتکسی ۲٫۷۲ کیلومتر مربع مساحت دارد ۲۸۰ متر بالاتر از سطح دریا واقع شده‌است.